# Bharagonalia tardata
Bharagonalia tardata är en insektsart som beskrevs av Young 1986. Bharagonalia tardata ingår i släktet Bharagonalia och familjen dvärgstritar. Inga underarter finns listade i Catalogue of Life.